# Opération Millet
Théâtre d'Asie du Sud-Est de la Guerre du Pacifique
Batailles
- Opération Cockpit
- Opération Transom
- Opération Matterhorn (Pelembang - Kuala Lumpur)
- Bombardements de Bangkok (1942-45)
- Bombardements de Singapour (1944-45)
- Opération Crimson
- Opération Banquet (Padang)
- Opération Light
- Opération Millet
- Opération Outflank (Robson - Lentil - Meridian)
- Opération Sunfish
- Opération Bishop
- Opération Balsam
- Opération Collie
- Opération Livery

L'Opération Millet était une opération aéronavale britannique pendant la Seconde Guerre mondiale dont l'objectif était l'exécution d'un bombardement naval et de frappes aériennes sur des positions japonaises dans les îles Nicobar (golfe du Bengale), du 17 au 20 octobre 1944, afin de distraire les forces japonaises d'une invasion américaine de la province de Leyte  aux Philippines (Bataille de Leyte ou Opération King II).

## Action
Les navires impliqués de l'Eastern Fleet, commandé par le vice-amiral Arthur Power, comprenaient les porte-avions HMS Victorious et HMS Indomitable , le croiseur de bataille HMS Renown et croiseur léger HMS Phoebe.

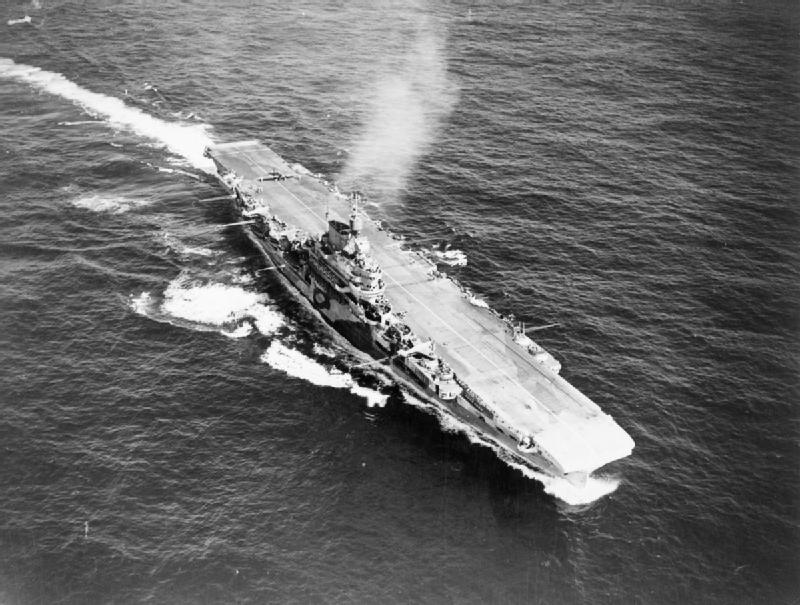
HMS Indomitable

Le 17 octobre, un mitraillage des cibles japonaises des îles fut effectué et, dans la nuit du 17 au 18 octobre, un bombardement. Seule une opposition négligeable a été rencontrée jusqu'au matin du 19 octobre où, dans une bataille aérienne, sept des douze bombardiers-torpilleurs japonais ont été abattus pour la perte de trois des avions porteurs.
En tant que diversion, les attaques n'ont eu aucun effet, car les Japonais avaient déjà concentré toutes leurs forces navales pour la défense du groupe des îles des Philippines.